# Ingo Hoffmann
Ingo Hoffmann (São Paulo, 1953. február 28.) brazil autóversenyző, a Stock Car Brasil-sorozat tizenkétszeres bajnoka.

## Pályafutása

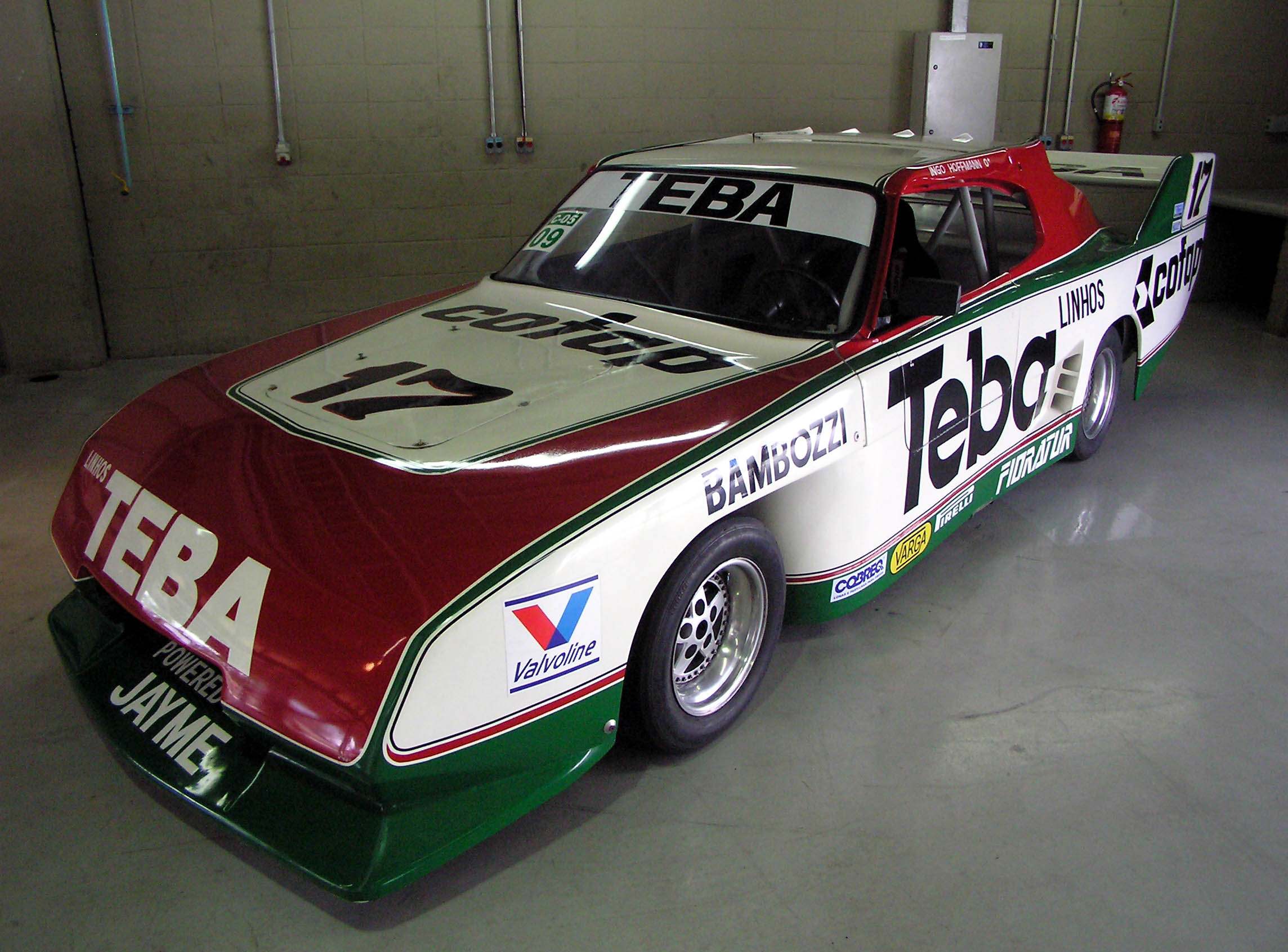
Ingo Hoffmann Chevrolet Opala versenyautója

### Formula–1
1976-ban és 1977-ben összesen hat világbajnoki Formula–1-es versenyen vett részt, kivétel nélkül minden alkalommal a Fittipaldi csapatával szerepelt. A 76-os brazil nagydíjon debütált, ahol egy körös hátrányban a győztes Niki Lauda mögött a tizenegyedik pozícióban zárt. Ebben a szezonban benevezett további három világbajnoki viadalra is, azonban egyiken sem jutott túl a kvalifikáción, így nem állhatott rajthoz a futamokon.
A 77-es szezon első két futamán állt rajthoz. Argentínában motorhiba miatt kiesett, míg hazája versenyén hetedikként ért célba.

### Formula–1 után
Formula–1-es pályafutását követően évekig az európai Formula–2-es bajnokság futamin szerepelt, majd évtizedeik meghatározó tagja volt a Stock Car Brasil-sorozatnak. 1979 és 2002 között tizenkétszer nyerte meg a széria bajnoki címét.
2003-ban, három váltótársával együtt megnyerte a neves Mil Milhas Brasil viadalt.

## Eredményei
Teljes Formula–1-es eredménylistája
(Táblázat értelmezése)

(Félkövér: pole-pozícióból indult; dőlt: leggyorsabb kört futott) 

| Év   | Csapat                | Modell          | Motor       | 1      | 2     | 3      | 4      | 5   | 6   | 7   | 8      | 9   | 10  | 11  | 12  | 13  | 14  | 15  | 16  | 17  | Helyezés | Pont |
| ---- | --------------------- | --------------- | ----------- | ------ | ----- | ------ | ------ | --- | --- | --- | ------ | --- | --- | --- | --- | --- | --- | --- | --- | --- | -------- | ---- |
| 1976 | Copersucar-Fittipaldi | Fittipaldi FD03 | Cosworth V8 | BRA 11 | RSA   |        |        |     |     |     |        |     |     |     |     |     |     |     |     |     | -        | 0    |
| 1976 | Copersucar-Fittipaldi | Fittipaldi FD04 | Cosworth V8 |        |       | USW Nk | ESP Nk | BEL | MON | SWE | FRA Nk | GBR | GER | AUT | NED | ITA | CAN | USA | JPN |     | -        | 0    |
| 1977 | Copersucar-Fittipaldi | Fittipaldi FD04 | Cosworth V8 | ARG Ki | BRA 7 | RSA    | USW    | ESP | MON | BEL | SWE    | FRA | GBR | GER | AUT | NED | ITA | USA | CAN | JPN | -        | 0    |

## Külső hivatkozások
- Profilja a grandprix.com honlapon (angolul)
- Profilja a statsf1.com honlapon (angolul)
- Profilja az f1rejects.com honlapon Archiválva 2006. március 22-i dátummal a Wayback Machine-ben (angolul)